# Martin Jilek
Martin Jilek (7 luglio 1986) è un calciatore ceco, difensore del Brno.